# Ludovico Molin
Ludovico Molin, noto anche con i nomi di Alvise o Luigi (Venezia, ... – 1604), è stato un arcivescovo cattolico italiano.

## Biografia
Appartenente alla famiglia Molin, compresa nel patriziato veneziano, fu pievano a Mogliano dove promosse il restauro della chiesa di Santa Maria Assunta (e la riconsacrò, da vescovo, il 16 giugno 1598).
Nominato arcivescovo di Zara il 6 novembre 1592, il 3 novembre 1595 fu trasferito alla diocesi di Treviso.